# Rosa Suárez Aliaga
Rosa Aurora Suárez Aliaga es una enfermera y política peruana. Ocupó la Presidencia Regional de Apurímac entre el 2004 y el 2006.
Nació en la ciudad de Talavera, Perú, el 24 de enero de 1954. Cursó sus estudios primarios en su ciudad natal y los secundarios en Lima. Entre 1973 y 1976 realizó estudios superiores de enfermería en la Escuela Nacional de Enfermeras de la Sociedad de Beneficencia Pública de Lima.
En las elecciones municipales de 1998 fue elegida como regidora provincial de Andahuaylas por el entonces Movimiento Independiente Somos Perú. Tras esta primera experiencia, se presentó en las elecciones regionales del 2002 como candidata a vicepresidenta regional de Apurímac en la lista de la Agrupacíon Independiente Unión por el Perú liderada por el ex alcalde de Abancay Luis Barra Pacheco resultado elegida. Durante su gestión, Barra Pacheco fue vacado del cargo por el Consejo Regional el 19 de abril del 2004, decisión confirmada por el Jurado Nacional de Elecciones el 24 de septiembre del 2004. Su vacancia se produjo por haber sido aquel condenado penalmente. En efecto, el 2003 fue condenado a dos años de pena privativa de la libertad suspendida por el delito de lesiones graves en  contra de un colega suyo en el hospital Guillermo Díaz de Abancay. Tras su vacancia, el cargo de presidente regional fue ocupado por Suárez Aliaga.
Tentó su reelección a ese cargo en las elecciones regionales del 2006 quedando en tercer lugar con solo el 12.656% de los votos. Luego postuló a la alcaldía provincial de Andahuaylas en las elecciones del 2010 y del 2018 sin éxito.